# Амлодипін
Амлодипін — синтетичний препарат, що є похідним дигідропіридину та належить до групи блокаторів кальцієвих каналів, для перорального застосування.

## Фармакологічні властивості
Амлодипін — синтетичний препарат, що є похідним дигідропіридину та належить до групи блокаторів кальцієвих каналів. За хімічним складом є рацемічною сумішшю двох енантіомерів (Левамлодипіну (S-амлодипіну) та R-амлодипіну). Механізм дії препарату полягає у блокуванні так званих «повільних» кальцієвих каналів, уповільнюючи входження іонів кальцію в клітини та знижуючи його концентрацію в клітинах. Амлодипін має антиангінальний та антигіпертензивний ефекти, знижує тонус гладкої мускулатури судин, розширює коронарні та периферичні артерії, знижує загальний периферичний судинний опір, артеріальний тиск та незначною мірою — скоротливість міокарду, зменшує післянавантаження та потребу міокарда в кисні, покращує коронарний кровообіг та не пригнічує провідність міокарда. Застосування амлодипіну може призводити до рефлекторної активації симпато-адреналової системи (можливий розвиток рефлекторної тахікардії, збільшення серцевого викиду), але при застосуванні амлодипіну рефлекторна тахікардія спостерігається рідше, ніж при застосуванні інших дигідропіридинових блокаторів кальцієвих каналів. Амлодипін має також антиатерогенний ефект, сприяє стабілізації та зменшенню атеросклеротичної бляшки. Під впливом амлодипіну відбувається стимуляція вивільнення клітинами ендотелію судин оксиду азоту, що також сприяє вазодилятації периферичних артерій. Амлодипін практично не має антиаритмічної активності, не впливає на атріовентрикулярну та синоатріальну провідність. Амлодипін не впливає на ліпідний спектр крові, рівень глюкози та сечової кислоти в крові в крові та чутливість до інсуліну. При застосуванні амлодипіну спостерігається зменшення гіпертрофії лівого шлуночка та покращення його діастолічної функції. Амлодипін погано проходить через гематоенцефалічний та плацентарний бар'єр, що дозволяє його застосування при вагітності.

### Фармакокінетика
Амлодипін добре, але відносно повільно всмоктується в шлунково-кишковому тракті, максимальна концентрація препарату в крові досягається протягом 6—12 годин, швидкість та повнота всмоктування препарату не залежать від приймання їжі. Біодоступність амлодипіну складає 60—80%, при застосуванні препарату ефект першого проходження через печінку виражений незначно. Амлодипін добре зв'язується з білками плазми крові. Препарат лише у незначній кількості проникає через гематоенцефалічний бар'єр. Амлодипін незначно проникає через плацентарний бар'єр та виділяється у грудне молоко. Метаболізується препарат у печінці з утворенням неактивних метаболітів. Виводиться амлодипін з організму переважно у вигляді метаболітів із сечею, частково виводиться із жовчю. Період напіввиведення амлодипіну складає 35—50 годин, при порушенні функції печінки цей час може збільшуватися до 60 годин.

## Показання для застосування
Амлодипін застосовується при артеріальній гіпертензії та вторинній гіпертензії, стабільній та вазоспастичній (по типу стенокардії Принцметала) стенокардії та хронічній ішемічній хворобі серця.

## Побічна дія
При застосуванні амлодипіну найчастіше спостерігаються наступні побічні ефекти: головний біль (у 10% випадків застосування), набряки гомілок (9%), запаморочення (7%), приливи крові до обличчя (1%). Іншими побічними ефектами застосування препарату є наступні:
- Алергічні реакції та реакції з боку шкірних покривів — нечасто (0,1—1%) висипання на шкірі, свербіж шкіри, зміна забарвлення шкіри, алопеція, пурпура, гіпергідроз; дуже рідко (менш як 0,01%) синдром Стівенса-Джонсона, синдром Лаєлла, набряк Квінке, фотодерматоз, кропив'янка та інші алергічні реакції.
- З боку травної системи — часто (1—10%) біль у животі, нудота; нечасто (0,1—1%) блювання, діарея або запор, сухість у роті; дуже рідко (менш як 0,01%) панкреатит, жовтяниця, холестаз, гепатит, гіперплазія ясен.
- З боку нервової системи — часто (1—10%) сонливість, запаморочення; нечасто (0,1—1%) безсоння, тривожність, депресія, тремор, втрати свідомості, гіпестезія, парестезії, порушення смаку, порушення зору (найчастіше — диплопія); рідко (0,01—0,1%) сплутаність свідомості; дуже рідко (менш як 0,01%) гіпертонус та периферична нейропатія.
- З боку дихальної системи — нечасто (0,1—1%) задишка і риніт; дуже рідко (менш як 0,01%) кашель.
- З боку серцево-судинної системи — нечасто (0,1—1%) артеріальна гіпотензія, тахікардія; дуже рідко (менш як 0,01%) васкуліт, аритмії, інфаркт міокарда.
- З боку сечостатевої системи — нечасто (0,1—1%) поліурія, ніктурія, дизурія, гінекомастія, імпотенція.
- Порушення з боку обміну речовин — нечасто (0,1—1%) збільшення або зменшення маси тіла; дуже рідко (менш як 0,01%) гіперглікемія.
- Зміни в лабораторних аналізах — дуже рідко (менш як 0,01%) тромбоцитопенія, лейкопенія, підвищення активності амінотрансфераз у крові.

## Протипоказання
Амлодипін протипоказаний при підвищеній чутливості до похідних дигідропіридину, кардіогенному шоку, нестабільній стенокардії, аортальному стенозі важкого ступеня, при інфаркті міокарду (до 8 днів після перенесеного інфаркту). Амлодипін не рекомендується до застосування під час годування грудьми. Амлодипін не застосовується у дитячому віці.

## Синоніми
Норваск (Norvasc) Аладин, Нормодипін, Емлодин, Емлодин, Амлодил, Стамло
Amlobenz, Azor, Caduet, Dafiro, Exforge, Katerzia, Lotrel, Norliqva, Prestalia, Tribenzor, Twynsta, Viacoram

## Форми випуску
Амлодипін випускається у вигляді таблеток по 0,0025; 0,005 та 0,01 г. У вигляді лівообертального ізомеру випускається у вигляді таблеток по 0,0025 та 0,005 г.
Амлодипін входить до складу комбінованих препаратів із лозартаном, валсартаном, валсартаном та гідрохлоротіазидом, периндоприлом, ірбесартаном, аторвастатином, бісопрололом, небівололом, аліскіреном, телмісартаном, раміприлом, атенололом та лізиноприлом.